# Володимир Єгоров
Володимир Єгоров (мак. Владимир Егоров; нар. 27 червня 1995, Амгинський улус, Якутія) — північномакедонський борець вільного стилю якутського походження, чемпіон та бронзовий призер чемпіонату Європи, бронзовий призер Середземноморських ігор, учасник Олімпійських ігор.

## Життєпис
Боротьбою почав займатися з 2004 року. Був студентом Училища олімпійського резерву імені Романа Дмитрієва та Чурапчинського державного інституту фізичної культури і спорту. У 2014 році виступив під російським прапором на Турнірі Алі Алієва. Наступного року отримав громадянство Північної Македонії і за правилами Об'єднаного світу боротьби два роки перебував на спортивному карантині, не маючи права виступати у складі збірної. У цей час боровся в клубному чемпіонаті Німеччини за борцівський клуб «S.V. Germania 04 Weingarten». Разом зі своїм клубом він ставав срібним призером німецької бундесліги сезону 2015—2016, а в сезоні 2016—2017 вони виграли чемпіонат Німеччини. Згодом почав виступати за клуб «SV Wacker Burghausen», у складі якого вперше в історії якутського спорту став триразовим чемпіоном клубного чемпіонату Німеччини. За збірну Північної Македонії почав виступати з 2017 року.
Виступає за спортивний клуб «Вардар» Скоп'є. Тренери — Павло Капітанов, Любчо Пешко.

## Спортивні результати на міжнародних змаганнях

### Виступи на Олімпіадах
| Змагання                    | Збірна             | Вагова категорія          | Місце |
| --------------------------- | ------------------ | ------------------------- | ----- |
| Літні Олімпійські ігри 2024 | Північна Македонія | вільна боротьба, до 57 кг | 15    |

### Виступи на Чемпіонатах світу
| Змагання                        | Збірна             | Вагова категорія          | Місце |
| ------------------------------- | ------------------ | ------------------------- | ----- |
| Чемпіонат світу з боротьби 2017 | Північна Македонія | вільна боротьба, до 57 кг | 21    |
| Чемпіонат світу з боротьби 2018 | Північна Македонія | вільна боротьба, до 57 кг | 23    |
| Чемпіонат світу з боротьби 2019 | Північна Македонія | вільна боротьба, до 57 кг | 29    |
| Чемпіонат світу з боротьби 2021 | Північна Македонія | вільна боротьба, до 57 кг | 8     |
| Чемпіонат світу з боротьби 2022 | Північна Македонія | вільна боротьба, до 57 кг | 16    |
| Чемпіонат світу з боротьби 2023 | Північна Македонія | вільна боротьба, до 57 кг | 16    |

### Виступи на Чемпіонатах Європи
| Змагання                         | Збірна             | Вагова категорія          | Місце  |
| -------------------------------- | ------------------ | ------------------------- | ------ |
| Чемпіонат Європи з боротьби 2017 | Північна Македонія | вільна боротьба, до 57 кг | 10     |
| Чемпіонат Європи з боротьби 2019 | Північна Македонія | вільна боротьба, до 57 кг | Бронза |
| Чемпіонат Європи з боротьби 2020 | Північна Македонія | вільна боротьба, до 61 кг | 13     |
| Чемпіонат Європи з боротьби 2021 | Північна Македонія | вільна боротьба, до 61 кг | 12     |
| Чемпіонат Європи з боротьби 2022 | Північна Македонія | вільна боротьба, до 57 кг | Золото |
| Чемпіонат Європи з боротьби 2023 | Північна Македонія | вільна боротьба, до 61 кг | 10     |
| Чемпіонат Європи з боротьби 2024 | Північна Македонія | вільна боротьба, до 61 кг | 10     |

### Виступи на Європейських іграх
| Змагання              | Збірна             | Вагова категорія          | Місце |
| --------------------- | ------------------ | ------------------------- | ----- |
| Європейські ігри 2019 | Північна Македонія | вільна боротьба, до 57 кг | 7     |

### Виступи на Середземноморських іграх
| Змагання                    | Збірна             | Вагова категорія          | Місце  |
| --------------------------- | ------------------ | ------------------------- | ------ |
| Середземноморські ігри 2022 | Північна Македонія | вільна боротьба, до 65 кг | Бронза |

### Виступи на інших змаганнях
| Змагання                                                         | Збірна             | Вагова категорія                 | Місце  |
| ---------------------------------------------------------------- | ------------------ | -------------------------------- | ------ |
| Турнір Алі Алієва 2014                                           | Росія              | вільна боротьба, до 57 кг        | 22     |
| Турнір Дана Колова — Николи Петрова 2017                         | Північна Македонія | вільна боротьба, до 57 кг        | 16     |
| Київський Міжнародний турнір з боротьби 2018                     | Північна Македонія | вільна боротьба, до 57 кг        | 9      |
| Турнір Дана Колова — Николи Петрова 2018                         | Північна Македонія | вільна боротьба, до 57 кг        | 5      |
| Турнір Дмитра Коркіна 2018                                       | Північна Македонія | вільна боротьба, до 57 кг        | 8      |
| Турнір Олександра Медведя 2018                                   | Північна Македонія | вільна боротьба, до 57 кг        | Бронза |
| Турнір Дана Колова — Николи Петрова 2019                         | Північна Македонія | вільна боротьба, до 61 кг        | 10     |
| Турнір Олександра Медведя 2019                                   | Північна Македонія | вільна боротьба, до 61 кг        | 5      |
| Європейський олімпійський кваліфікаційний турнір з боротьби 2021 | Північна Македонія | греко-римська боротьба, до 57 кг | 11     |
| Турнір Македонська перлина 2021                                  | Північна Македонія | вільна боротьба, до 61 кг        | Золото |
| Турнір Дана Колова — Николи Петрова 2023                         | Північна Македонія | вільна боротьба, до 61 кг        | 10     |
| Перлина Македонії 2023                                           | Північна Македонія | вільна боротьба, до 61 кг        | Золото |
| Перлина Македонії 2023                                           | Північна Македонія | вільна боротьба, до 61 кг        | 9      |
| Меморіал Іона Корнеану і Ладислава Сімона 2023                   | Північна Македонія | вільна боротьба, до 61 кг        | Золото |
| Турнір Дана Колова — Николи Петрова 2024                         | Північна Македонія | вільна боротьба, до 61 кг        | 13     |
| Олімпійський кваліфікаційний турнір з боротьби 2024 (Баку)       | Північна Македонія | вільна боротьба, до 57 кг        | Бронза |
| Олімпійський кваліфікаційний турнір з боротьби 2024 (Стамбул)    | Північна Македонія | вільна боротьба, до 57 кг        | 8      |

### Виступи на змаганнях молодших вікових груп
| Змагання                                     | Збірна             | Вагова категорія          | Місце |
| -------------------------------------------- | ------------------ | ------------------------- | ----- |
| Чемпіонат світу з боротьби серед молоді 2017 | Північна Македонія | вільна боротьба, до 57 кг | 8     |
| Чемпіонат світу з боротьби серед молоді 2018 | Північна Македонія | вільна боротьба, до 57 кг | 19    |